# Північно-Часельське нафтогазоконденсатне родовище
Північно-Часельське нафтогазоконденсатне родовище — одне з родовищ на півночі Тюменської області (Росія). Розташоване у 580 км на схід від Салехарду. Відноситься до Надим-Пур-Тазівської нафтогазоносної області Західносибірської нафтогазоносної провінції.

## Опис
Відкрите у 1987 році свердловиною № 50, спорудженою об'єднанням «Главтюменьгеологія». Всього в межах родовища встановлено 4 нафтові, 2 газонафтові, 1 газоконденсатонафтовий, 3 газоконденсатні та 4 газові поклади, що відносяться до масивного, пластово-склепінного, літологічно екранованого типів. Колектори — пісковики з лінзовидними вкрапленнями глин.
Поблизу родовища наявна доволі розвинена (як для півночі Тюменської області) інфраструктура, що пояснюється його розташуванням в районі введених в розробку унікальних родовищ Західного Сибіру. Так, в 12 км від Північно-Часельського проходить газопровід Заполярне — Уренгой, а безпосередньо по його  території газопровід до Південно-Русського родовища. В 12 км наявна дорога з твердим покриттям, у 55 км — залізнична станція Коротчаєво.
Ліцензія на розробку родовища належить компанії «Арктикгаз», якою володіє «Сєвєренергія» (знаходиться під контролем «Газпромнафти» та «Новатеку»).
Станом на 2016 рік Північно-Часельське родовище не розробляється, проте можливо відзначити, що «Арктикгаз» в 2010 роках вже приступила до розробки розташованих у тому ж районі Самбурзького та Яро-Яхінського родовищ.
Запаси на початок 2016 року оцінювались:
- за російською класифікаційною системою за категоріями АВС1+С2 — 146 млрд.м3 газу, 5 млн.т конденсату та 26 млн.т нафти;
- за міжнародною классификации SEC — 54 млрд.м3 газу і 3 млн.т конденсату.